# Diguillín
Tỉnh Diguillín là tỉnh lớn nhất trong số ba tỉnh của vùng Ñuble.

## Xã
- Bulnes
- Chillán
- Chillán Viejo
- San Ignacio
- Pinto
- El Carmen
- Pemuco
- Yungay
- Quillón